# Igor Petricheev
Igor Petricheev (ur. 11 marca 1984 w Kiszyniowie) – mołdawski piłkarz ręczny, grający na pozycji rozgrywającego. Obecnie reprezentujący barwy MKS Piotrkowianin.
Wychowanek Barrakudy Kiszyniow, w sezonie 2007/2008 występujący w PMKS Focus Park - Kiper Piotrków Trybunalski. Rozegrał wówczas 28 spotkań, w których strzelił 60 bramek. W sezonie 2005/2006 reprezentował barwy Olympusu Kiszyniów.